# جائزة نيوزيلندا الكبرى 1975
جائزة نيوزيلندا الكبرى 1975 هو سباق فورمولا 1 أقيم بتاريخ 12 يناير 1975 في نيوزيلندا.